# Flevohuis

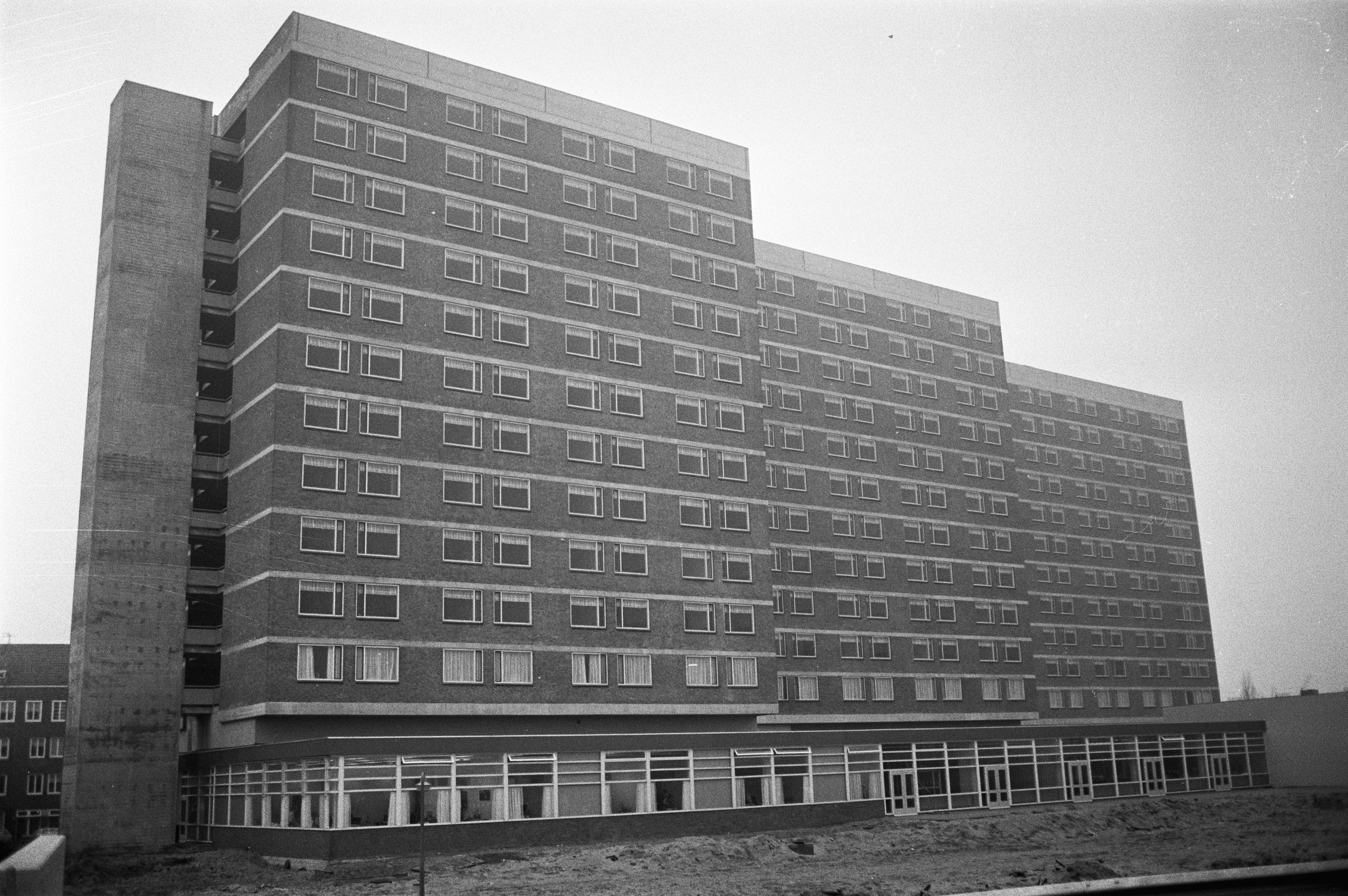
Flevohuis in november 1971

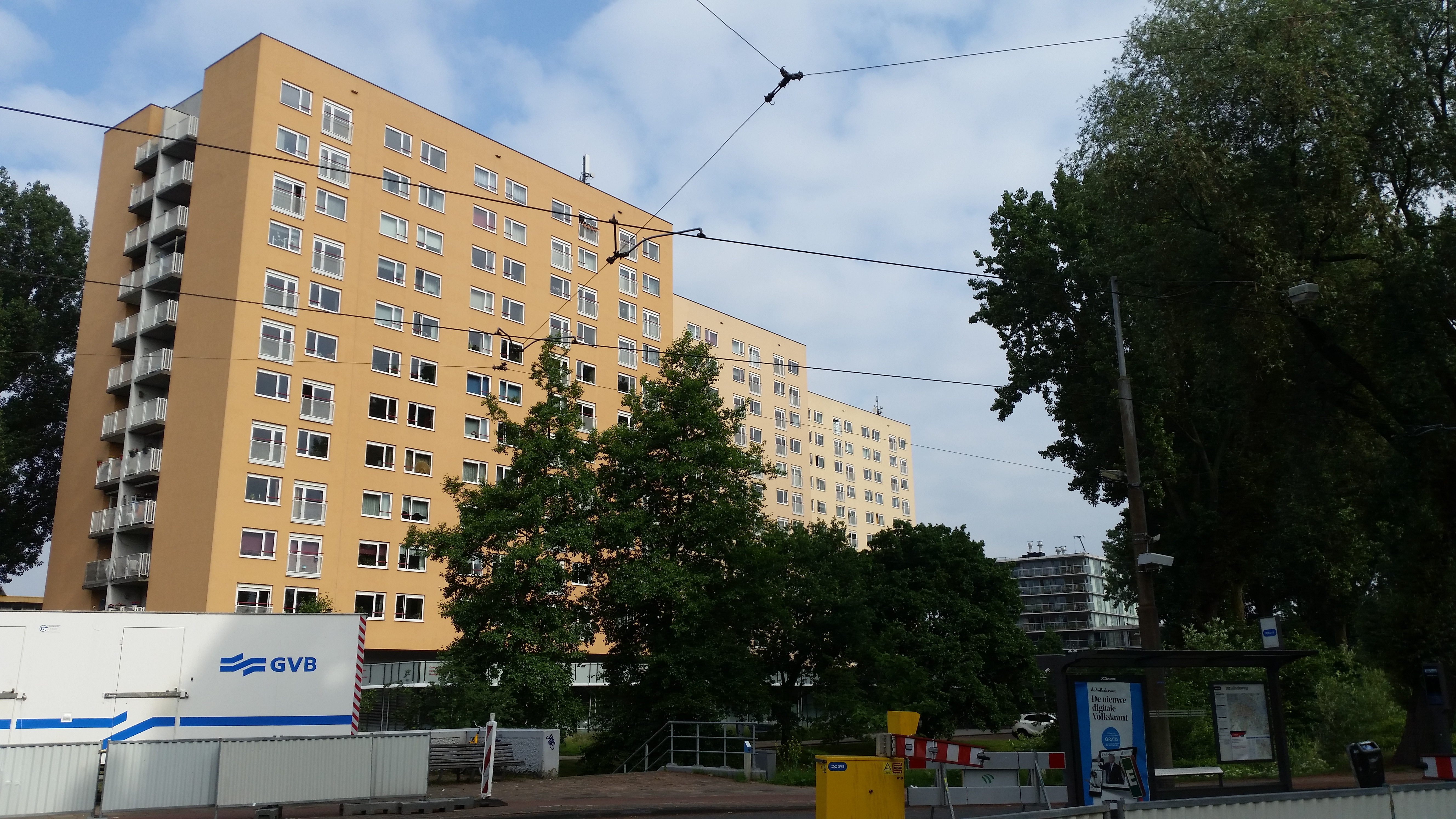
Flevohuis in juni 2018

Het Flevohuis is een verzorgingstehuis voor ouderen aan het Kramatplantsoen, oorspronkelijk Kramatweg, in Amsterdam-Oost.

## Geschiedenis
In 1954 waren er al plannen voor een nieuw "bejaardentehuis" (toenmalige benaming) bedoeld ter vervanging van een verouderde bestaande instelling uit 1782 aan de Roetersstraat (het latere Dr. Sarphatihuis) met gemeenschappelijke woonverblijven en slaapvertrekken voor ouderen die niet meer zelfstandig konden wonen. Bouw werd steeds uitgesteld mede door de bouwstop ingesteld door de overheid. In 1963 kwam er een definitief ontwerp dat aanzienlijk groter was dan oorspronkelijk gedacht en meer privacy bood voor de bewoners die vaker langer zelfstandig wilden blijven en meer te besteden hadden door de invoering van de Algemene bijstandswet waardoor lange wachttijden ontstonden voor een plek in een bejaardentehuis. Het complex moest plaats bieden aan 600 ouderen en was er op gericht om bewoners zoveel mogelijk zelfstandigheid te bieden. Het gebouw werd met opzet aan de rand van de stad gepland waar de grondprijzen relatief laag waren en waar hoogbouw was toegestaan. Een plek werd gevonden aan de rand van de Indische Buurt nabij het Flevopark op de voormalige plaats van het oudste gedeelte van de Joodse Begraafplaats Zeeburg. 
Het gebouw werd ontwerpen door de architect Bastiaan Johannis Odink in dienst van de afdeling bouwwerken van de Dienst Publieke werken. De eerste paal werd op 24 april 1968 geslagen en de kosten werden geraamd op 24 miljoen gulden. Door de Gemeentelijke dienst voor bejaardenverzorging werd personeel geworven en in december 1971 was het gebouw gereed en kon de verhuizing plaats vinden vanuit de Roetersstraat. Het gebouw telde in haar 40 meter hoogte 12 verdiepingen voorzien van roodbruin metselwerk gebouwd op een uitgestrekte laagbouw waar in onder meer een verpleegafdeling en voorzieningen voor bewoners en bezoekers zoals ontmoetingsruimte,  winkel, bibliotheek en ruimte voor gelovigen. Ook was er een tuin met gazon op het zuiden. 
De 12 verdiepingen die in drie gedeelten van elkaar versprongen bevatten per verdieping 48 wooneenheden aan een doorlopende gang waarbij hotelnummering werd toegepast (per genummerde etage het honderdtal met volgnummer van de kamer). Aan de gang bevonden zich ruimte voor het personeel en een gemeenschappelijke huiskamer. De wooneenheden bestonden voor alleenstaanden uit een zit/slaapkamer met wasgelegenheid en een toilet. Er bestond de mogelijkheid zelf het meubilair en overige zaken van woninginrichting uit te kiezen. In tegenstelling tot de oude locatie beschikte ieder over een eigen kamer en konden echtparen bij elkaar wonen waarbij de mogelijkheid bestaat 2 kamers samen te voegen tot één ruimte. 
Op 26 april 1972 werd het gebouw, toen het grootste bejaardentehuis van Nederland, door Prinses Beatrix, geopend.
Tegen het einde van de 20e eeuw was het concept van een grootschalige woontoren voor senioren achterhaald en de wet op de bejaardenoorden uit 1996 bepaalde reducering hiervan. De hoogbouw werd gerenoveerd waarbij de wooneenheden werden vervangen door 198 ruime zelfstandige 2 en 3 kamerwoningen. De laagbouw werd gesloopt en vervangen door een hoger U-vormig complex.
Ook in de 21e eeuw valt het gebouw voor wat betreft grootte op; de omliggende wijk kent laagbouw, die in verband met stadsvernieuwing wel enige verdiepingen hoger werd, maar zo hoog als het Flevohuis mocht niet gebouwd worden. Bewoners hebben dan nog steeds uitzicht over de Indische Buurt, Cruquius-eiland, Flevopark, Flevoparkbad, Flevoweg en de Zuiderzeeweg met haar Amsterdamsebrug en Schellingwouderbrug. Tussen de torens is het kunstwerk Vlinders van Loes van der Horst te zien.

## Bereikbaarheid
Voor de verkeersveiligheid en de bereikbaarheid vanuit het Flevopark werd de Flevoweg begin jaren zeventig verhoogd en kwam Brug 462 waardoor de bewoners de weg zonder hinder van het verkeer konden kruisen. Op de brug was een bushalte van bus 36, destijds de langste stadsbuslijn van Nederland, waarvan het voor de bewoners van de vele bejaardentehuizen die langs de lijn waren gevestigd een geliefd en goedkoop ritje van anderhalf uur was om wat van de stad te zien.
Speciaal voor de bewoners en bezoekers van het destijds afgelegen gebouw kreeg in 1973, na lang aandringen, bus 11, sinds 1975 bus 22, zijn standplaats bij het gebouw op de Zeeburgerdijk tot de verlegging in 1991 naar de IJburglaan.
Op korte afstand bevond zich tot 1975 het Noodziekenhuis Zeeburg en sinds 1980 bevindt zich het trameindpunt Flevopark tegenover het gebouw dat met een halte op de brug bereikbaar is met tram 3 en bus 37. 